# Павловка (Добринский район)
Па́вловка — село Добринского района Липецкой области. Центр Павловского сельсовета до 2016 года. До упразднения уездно-губернского деления — волостной центр Павловской волости.

## Название
По имени одного из членов семьи Скуратова — старшего сына Петра Алексеевича Скуратова.
Также имело название Скуратово — по фамилии помещиков и Покровское — по Покровской церкви села.

## География
Стоит на правом берегу реки Пловутки. На севере к Павловке примыкает деревня Кочегуровка, а на юге — деревня Евлановка и Кочетовка.

## История
Земля была куплена в 1778 году полковником Федором Ивановичем Бабарыкиным и его женой Анной Михайловной (урождённой Беклемишевой) в Межевой канцелярии. Затем была продана Петру и Михаилу Алексеевичу Скуратовым, сыновьям полярного исследователя, мореплавателя Алексея Ивановича Скуратова.
В 1783 году здесь было 13 дворов.
В 1860 году — 99 дворов.
До революции было волостным селом Усманского уезда Тамбовской губернии.
В селе располагалось волостное правление, ссудо-сберегательное товарищество, земская и церковно-приходская школы.

### Усадьба
В 1812 году в усадьбе был построен каменный дом, сохранившийся до наших дней.
Накануне отмены креспостного права в имении было 40 дворовых и 327 крепостных крестьян мужского пола.
Крестьяне находились на барщине.
Владельцы
- Петр Алексеевич Скуратов (1748 — до 1822) — ротмистр кирасирского полка, крестный Сергея Николаевича Тургенева, отца писателя Ивана Сергеевича Тургенева, после отставки поселился в родовом Скуратово[9].
- Дмитрий Петрович Скуратов (1802—1885) — русский экономист и цензор.
- Павел Петрович Скуратов (1793—1829) — штабс-капитан и кавалер, участник Бородинского сражения и заграничных походов Русской Армии[10]. Павел Петрович был женат на Екатерине Борисовне (урождённой княгине Голицыной), сестре музыканта Николая Борисовича Голицына.
- Яков Павлович Скуратов (ок. 1804 — ок. 1854)
- Петр Яковлевич Скуратов (1850 — ?)[11], тесть Сергея Николаевича Розанова.
- Анна Михайловна Сергеева. Владела конезаводом[12]. По данным на 1903 год, числилось 3 жеребца и 20 кобыл сорта упряжного породы рысистой[13].
- Надежда Алексеевна Сергеева, в замужестве Марина[7]. Муж Сергей Владимирович Марин, внук Евгения Никифоровича Марина. Сергей Владимирович Марин (1868 — после 1915) — выпускник Михайловского артиллерийского училища. Во время русско-японской войны мобилизован в армию, в боевых действиях не участвовал. После революции Марины переехали в Воронеж. Марин Борис Сергеевич (1903 — ?) был арестован по делу краеведов. В следственном деле ему в вину ставилось общение с сосланными в город интеллигентами. Приговорен к 5 годам лагерей[14].

Детский дом
В 1918 году — на базе бывшей усадьбе Скуратовых был создан агроучасток — научное хозяйство в 300 га.
24 апреля 1924 года на территории усадьбы был открыт детский дом. В 2014 году детский дом закрыт.
9 сентября 2014 года был открыт Всероссийский реабилитационный наркологический центр «Добринка», на его открытии присутствовал Президент «Российской наркологической Лиги» Е. А. Брюн.

## Население
| 2010 |
| ---- |
| 312  |

## Знаменитые жители и уроженцы
- Верзилина, Екатерина Сергеевна (род. 1929) — Герой Социалистического Труда.
- Никон, епископ Липецкий и Елецкий — в 1976—1990 был настоятелем Покровской церкви[18]
- В гостях у Никона был схиархимандрит Виталий (Виталий Николаевич Сидоренко)[19]
- Копалин, Герасим Васильевич (1906—1988) — Герой Социалистического Труда.
- Терпигорев Сергей Николаевич — русский писатель, крещен в Покровской церкви[20][21]
- Афонин, Серафим Захарович — российский государственный деятель, председатель Комитета РФ по металлургии (1993—1996), заслуженный металлург РСФСР и РФ, трижды лауреат премии Правительства СССР и Правительства РФ.

## Достопримечательности
- Покровская церковь — (1806)  памятник архитектуры (региональный)[22]

- усадьба Скуратовых-Мариных 1) дом усадебный (1812 г.) памятник архитектуры (вновь выявленный объект)2) дом управляющего памятник архитектуры (вновь выявленный объект) 3) дом прислуги памятник архитектуры (вновь выявленный объект) 4) амбар памятник архитектуры (вновь выявленный объект) 5) конюшня памятник архитектуры (вновь выявленный объект) 6) мельница памятник архитектуры (вновь выявленный объект) 7) парк[23]
- Надгробные памятники Скуратовых
- Памятник воинам, погибшим в Великой Отечественной войне 1941—1945 гг.